# Brouzet-lès-Quissac
Brouzet-lès-Quissac is een gemeente in het Franse departement Gard (regio Occitanie) en telt 240 inwoners (2004). De plaats maakt deel uit van het arrondissement Le Vigan.

## Geografie
De oppervlakte van Brouzet-lès-Quissac bedraagt 15,5 km², de bevolkingsdichtheid is 15,5 inwoners per km².
De onderstaande kaart toont de ligging van Brouzet-lès-Quissac met de belangrijkste infrastructuur en aangrenzende gemeenten.

## Demografie
Onderstaande figuur toont het verloop van het inwonertal (bron: INSEE-tellingen).
1. ↑  Populations de référence 2022.